# Forme cyclique
En musique, l’expression Forme cyclique désigne un procédé compositionnel qui cherche à apparenter, au sein des différents mouvements d’une même œuvre, des thèmes mélodiques par une ou plusieurs caractéristiques communes. 
En général, il s'agit de l'emploi répété d'une même cellule mélodique sous diverses formes : transposition, renversement, modulations, verticalisation en accord, etc. Cette cellule peut être très brève, voire quasi atomique : dans la sonate en la majeur de César Franck, elle est réduite à un simple intervalle de tierce, et néanmoins réutilisée tout au long des quatre mouvements. Dans son analyse de l'œuvre, Charles Tournemire a qualifié cette tierce de « tierce élan ».
L'objectif recherché est de renforcer l'unité de l'œuvre, tant formelle que dramatique, et de donner aux thèmes une valeur sémantique. Il existe une parenté entre cette méthode et ce qu'ont proposé un peu plus tôt Berlioz avec ses idées fixes (Symphonie fantastique, Harold en Italie), Liszt avec ses transformations thématiques (Les Préludes, Faust Symphonie) ou encore Wagner avec ses célèbres Leitmotiv. Bruckner (tout au long de sa carrière) et Mahler (dans ses 5e et 9e symphonies) feront usage à des degrés divers de ce procédé unificateur. On peut également voir dans la série schönbergienne un aboutissement (atonal) de cette cellule cyclique.
Ce procédé de répétition d'une cellule est assez ancien. Corelli, Tartini, puis Bach, Boccherini, Étienne Nicolas Méhul, Beethoven (Sonate à Kreutzer, derniers quatuors), Schubert (fantaisie en ut), Schumann (sonate en fa mineur, 4e symphonie), et bien d'autres l'ont utilisé. Mais c'est César Franck qui en fera un emploi systématique, et le développera jusqu'à en faire un de ses principaux outils de composition, employé dans presque toutes ses œuvres. Son élève Vincent d'Indy, dans son Cours de composition musicale, formalisera cette technique, et posera que, dans chaque groupe thématique, le thème exposé en premier est le « thème générateur » ou « thème cyclique ». Lui-même utilisera largement la forme cyclique. Son œuvre la plus aboutie à ce titre est sans doute son Deuxième quatuor en mi majeur, composé en 1897. Tous les thèmes de cette composition magistrale découlent en effet d’une seule et même cellule génératrice de quatre notes. Le cyclisme peut alors être qualifié d’« intégral ». On trouve également dans la Deuxième symphonie de d’Indy, composée en 1902-1903, un autre exemple de forme cyclique particulièrement achevée. Cette œuvre offre deux thèmes cycliques dont le premier représente le mal (triton) et le second le bien. Ces deux motifs s’affrontent tout au long de la partition pour voir, dans le dernier mouvement, une véritable apothéose du thème du bien qui prend alors le dessus sur celui du mal. 
Enfin, on retrouve le procédé cyclique dans toute l’école franckiste à laquelle appartenaient, outre d’Indy, Albéric Magnard, Ernest Chausson, Louis Vierne, Guy Ropartz, Tounemire, ainsi que chez un musicien comme Camille Saint-Saëns (Sonate n° 1 pour violon et piano, Symphonie n° 3 avec orgue) et Paul Lacombe (2e symphonie en ré majeur)